# Ahmed Hassan
Ahmed Hassan Kamel Hussein (Maghagha, 2 mei 1975) is een Egyptisch voetbaltrainer en voormalig profvoetballer. De 184-voudige Egyptische recordinternational stond onder meer onder contract bij Beşiktaş JK, RSC Anderlecht, Al-Ahly en Al-Zamalek.

## Clubcarrière

### Aswan SC en Ismaily SC
Hassan begon zijn voetballoopbaan bij Aswan SC. Tijdens zijn verblijf bij Aswan SC debuteerde Hassan op 20-jarige leeftijd in het Egyptisch voetbalelftal, waarin hij op 29 december 1995 een vriendschappelijke interland speelde tegen Ghana. Een seizoen later vertrok Hassan naar het grotere Ismaily SC.

### Kocaelispor, Denizlispor, Genclerbirligi SK en Beşiktaş JK
Zijn loopbaan in Turkije begon hij bij Kocaelispor. Na twee seizoenen voor Kocaelispor te hebben gespeeld, werd hij uitgeleend aan Denizlispor. Na een korte terugkeer waarin hij elfmaal uitkwam voor Kocaelispor, werd hij opnieuw uitgeleend. In eerste instantie aan Genclerbirligi, maar later wederom aan Denizlispor. Uiteindelijk nam Genclerbirligi hem in 2002 definitief over van Kocaelispor en beleefde hij een goed seizoen, waarin hij in eenendertig wedstrijden zestienmaal wist te scoren. In zijn uitleenperiode bij Genclerbirligi scoorde hij zelfs tienmaal in slechts vijftien wedstrijden. Zijn prestaties gingen niet onopgemerkt voorbij en een jaar later was Beşiktaş JK er als de kippen bij om Ahmed te contracteren. In dienst van de topclub verloor hij iets van zijn gemiddelde, maar ging het hem nog altijd aardig af. Regelmatig pikte hij zijn doelpunten mee en speelde hij vrijwel altijd in de basis bij Beşiktaş.

### RSC Anderlecht
In 2006 stapte Hassan over van Beşiktaş naar RSC Anderlecht. Hassan keerde lange tijd niet terug naar België, zonder Anderlecht in te lichten. Hij was met het team gaan feesten in Dubai tot onvrede van zijn Belgische club dat hem een financiële boete gegeven heeft. Dit gebeurde nadat Hassan met zijn elftal het Afrikaans kampioenschap voetbal won. Door het te laat terugkeren, geraakte Hassan wat uit vorm. Hij zat ongeveer een maand lang op de bank tot hij in de wedstrijd tegen Charleroi terug een basisplaats kreeg en hij die kans met beide handen aangreep. Hij speelde een wonderbaarlijke wedstrijd en speelde Charleroi op zijn dooie eentje van de mat. De volgende wedstrijd tegen Roeselare, die Anderlecht won met 5-0, werd zijn naam voortdurend door de supporters gescandeerd. Op 19 maart vertrok hij met Egypte naar Tunesië voor een galaduel. Maar Hassan keerde weer te laat terug dit keer wachtte hem weer een financiële boete. Ahmed Hassans laatste competitiewedstrijd voor RSC Anderlecht was tegen RAEC Mons.

### Al-Ahly en Al-Zamalek
De Egyptenaar verruilde RSC Anderlecht in juli 2008 voor Al-Ahly, waar hij een driejarig contract tekende. In juli 2011 tekende Hassan een tweejarig contract bij Al-Zamalek. Na zijn periode bij Al-Zamalek beëindigde Hassan in december 2013 zijn voetballoopbaan.

## Interlandcarrière
Ahmed Hassan maakte deel uit van de Egyptische selectie tijdens het gewonnen Afrikaans kampioenschap voetbal 2006, dat in zijn thuisland Egypte werd gehouden. In de openingswedstrijd, die door Egypte met 3–0 werd gewonnen tegen Libië, maakte Hassan het derde doelpunt, nadat zijn landgenoot Mido een strafschop had gemist. Ahmed Hassan scoorde in de rebound toen de bal via de doelman voor zijn voeten terechtkwam. Ahmed Hassan scoorde in de kwartfinale tegen Congo-Kinshasa zowel de 1–0 en als 4–1.
In de halve finale tegen Senegal bracht Ahmed Hassan zijn land vanuit een strafschop op voorsprong. Uiteindelijk zou Egypte deze wedstrijd met 2–1 winnen. Tijdens de finale tegen Ivoorkust kreeg Egypte in de verlengingen, nadat het 0–0 stond na negentig minuten, een strafschop. Bij afwezigheid van Mido mocht Ahmed Hassan achter de bal plaatsnemen en de middenvelder kon zijn land naar de vijfde Afrikaanse titel schieten. Ahmed Hassan faalde echter, want zijn schot werd gepakt door de Ivoriaanse doelman Jean-Jacques Tiziéte. Uiteindelijk zou Egypte na een strafschoppenserie alsnog het toernooi winnen. Ahmed Hassan werd uitgeroepen tot speler van toernooi. Bovendien eindigde hij met vier doelpunten op een gedeelde tweede plaats (samen met Francileudo Dos Santos van Tunesië en Pascal Feindouno van Guinee) op de topscorerslijst achter Samuel Eto'o van Kameroen.
Ook de titel van het Afrikaans kampioenschap voetbal van 2008 ging naar Egypte, voor de derde keer op rij, met Hassan als aanvoerder. De eerste wedstrijd tegen Kameroen (de latere finale) moest Ahmed Hassan vanaf de tribune toekijken door een schorsing in de vorige finale. De tweede wedstrijd moest de voormalige aanvoerder vanaf de bank toekijken hoe Egypte Soedan versloeg met 3–0. Hassan mocht nog wel invallen rond de zesigste minuut. De derde wedstrijd, waar hij weer op de bank startte, speelde Egypte gelijk tegen Zambia. In de kwartfinales kwam Egypte uit tegen Angola, maar die ploeg bleek geen partij voor Egypte. Hassan speelde deze kwartfinale negentig minuten. De halve finale was 'de absolute topper' tegen het sterrenteam van Ivoorkust. Ivoorkust speelde sterk, maar faalde in de afwerking. Daar tegenover benutte Egypte iedere kans in de wedstrijd, waarin het derde doelpunt kwam via een hoekschop van Hassan. Hij speelde negentig minuten en was aanvoerder. De finale, waarin Egypte favoriet was, speelde Egypte scherp tegen een goed spelend Kameroen. Aboutreika scoorde na zevenenzeventig minuten het winnende doelpunt, Hassan was opnieuw aanvoerder en speelde negentig minuten.
Op woensdag 29 februari 2012 bereikte Ahmed Hassan een mijlpaal: hij speelde tegen Niger nummer 179 aan interlands voor Egypte en mocht zich op dat moment, op basis van dat aantal, de mondiale recordinternational noemen. De 35-jarige aanvallende middenvelder onttroonde de Saoedische doelman Mohammed Al-Deayea en de Mexicaanse Claudio Suárez. Hassan kwam in de door Egypte met 1–0 gewonnen oefeninterland als invaller in het veld.

## Clubstatistieken
| seizoen    | club              | land    | competitie         | duels | goals |
| ---------- | ----------------- | ------- | ------------------ | ----- | ----- |
| 1998/99    | Kocaelispor       | Turkije | Süper Lig          | 28    | 1     |
| 1999/00    | Kocaelispor       | Turkije | Süper Lig          | 10    | 3     |
| 2000/01    | Kocaelispor       | Turkije | Süper Lig          | 11    | 1     |
| 2000/01    | Denizlispor       | Turkije | Süper Lig          | 20    | 3     |
| 2001/02    | Genclerbirligi SK | Turkije | Süper Lig          | 15    | 10    |
| 2001/02    | Denizlispor       | Turkije | Süper Lig          | 10    | 4     |
| 2002/03    | Genclerbirligi SK | Turkije | Süper Lig          | 31    | 16    |
| 2003/04    | Beşiktaş JK       | Turkije | Süper Lig          | 34    | 14    |
| 2004/05    | Beşiktaş JK       | Turkije | Süper Lig          | 30    | 9     |
| 2005/06    | Beşiktaş JK       | Turkije | Süper Lig          | 13    | 4     |
| 2006/07    | RSC Anderlecht    | België  | Jupiler League     | 30    | 12    |
| 2006/07    | RSC Anderlecht    | België  | Champions League   | 5     | 0     |
| 2006/07    | RSC Anderlecht    | België  | Beker van België   | 3     | 2     |
| 2006/07    | RSC Anderlecht    | België  | Belgische Supercup | 2     | 1     |
| 2007/08    | RSC Anderlecht    | België  | Jupiler League     | 26    | 8     |
| 2008/09    | Al-Ahly           | Egypte  | Premier League     | 23    | 5     |
| 2009/10    | Al-Ahly           | Egypte  | Premier League     | 24    | 7     |
| 2010/11    | Al-Ahly           | Egypte  | Premier League     | 11    | 2     |
| 2011/12    | Al-Zamalek        | Egypte  | Premier League     | 14    | 7     |
| Bijgewerkt | 01-03-2012        |         |                    | 340   | 109   |

## Erelijst
Ismaily
- Beker van Egypte: 1996/97

 Beşiktaş
- Türkiye Kupası: 2005/06

 RSC Anderlecht
- Eerste klasse: 2006/07
- Beker van België: 2007/08
- Belgische Supercup: 2006, 2007

 Al-Ahly
- Premier League: 2008/09, 2009/10, 2010/11
- Egyptische Supercup: 2008, 2010
- CAF Champions League: 2008
- CAF Super Cup: 2009

 Al-Zamalek
- Beker van Egypte: 2013

 Egypte
- CAF Africa Cup of Nations: 1998, 2006, 2008, 2010

Individueel
- Beste Speler Afrikaans kampioenschap voetbal: 2006, 2010
- Speler van het Jaar Afrikaanse Inter-Club: 2010
- Dream Team Afrikaans kampioenschap voetbal: 2006, 2010